# L'Habit
 L'Habit  là một xã thuộc tỉnh Eure trong vùng Normandie miền bắc nước Pháp.

## Huy hiệu
| Arms of L'Habit | The arms of L'Habit are blazoned: Gules, a chevron Or between 3 roses argent. |